# Línea 538 (Montevideo)

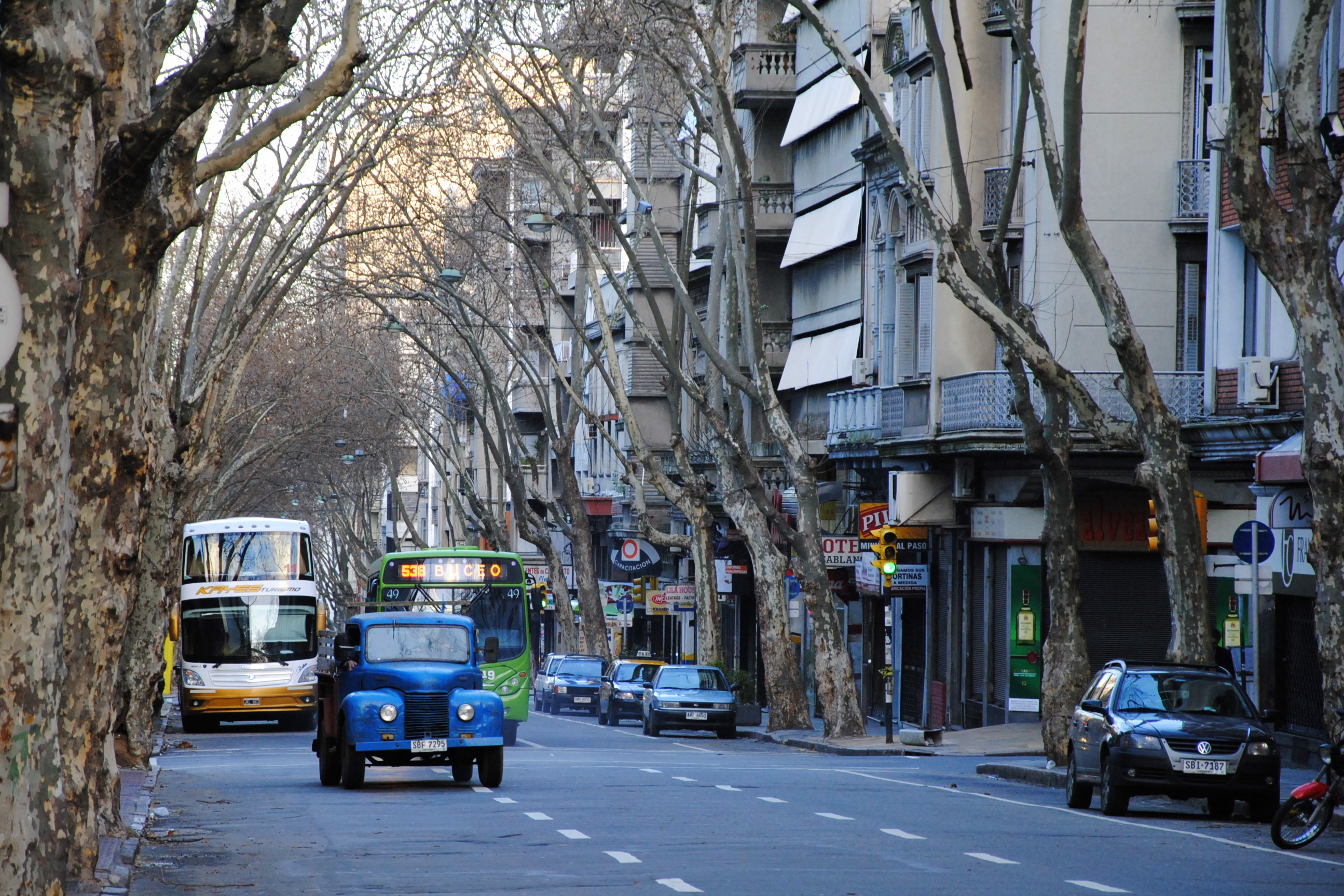
Línea 538 hacia el Buceo

La línea 538 de la red de transporte urbano de Montevideo une la plaza España con la terminal de Playa del Buceo.

## Creación
Fue creada en 1963 por la Corporación de Ómnibus Micro Este bajo la denominación de línea 38 y uniendo en sus inicios el Palacio de la Luz con el barrio del Buceo,  al  poco tiempo de su creación, tras la reorganización de líneas de parte del gobierno departamental, a la Corporación de Ómnibus Micro-Este se le asignó la centena 5 para todas sus líneas, adoptando la denominación que lleva hasta la actualidad. 
La línea también tendría modificaciones en su recorrido, extendiéndose desde el Palacio la Luz hacia la Ciudadela.

## Características
En sus primeros y últimos servicios, parte y tiene como destino el Palacio de la Luz o el Parque Posadas.
En diciembre de 2019, su recorrido fue modificado y extendido hacia Plaza España.

## Recorridos
| LÍNEA 538 |

| - (Terminal Plaza España) - Camacuá - Brecha - Buenos Aires - Liniers - San José - Paraguay´ - Mercedes - General Rondeau - General Caraballo - Avenida Agraciada - Avenida Juan Carlos Blanco - Avenida Joaquín Suárez - Avenida 19 de Abril - Avenida Millan - Francisco Lavalleja - Avenida Felipe Carape - Reyes - Atahona - Vaimaca - Máximo Gómez - Carlos Vaz Ferreira - Manuel Rodríguez Correa - Avenida Burgues - Hum - Avenida General San Martín - Camino Chimborazo - Corredor General Flores - José Serrato - Marcos de Avellaneda - Comercio - Avenida Mariscal Francisco Solano López - Rambla República de Chile - Juan Espinosa - Playa del Buceo | - Juan Espinosa - Verdi - Avenida Mariscal Francisco Solano López - Comercio - José Antonio Cabrera - Gobernador Viana - Juan Jacobo Rousseau - Larravide - Avenida José Pedro Varela - Avenida Dámaso Antonio Larrañaga - Robinson - Avenida General Flores - Camino Chimborazo - Avenida Burgues - Máximo Gómez - Vaimaca - Atahona - Reyes - Avenida Felipe Carape - Francisco Lavalleja - Avenida Millán - Reyes - Avenida Joaquín Suárez - Cisplatina - Lucas Obes - Avenida Juan Carlos Blanco - Avenida Agraciada - Paraguay - Avenida del Libertador - Río Negro - Soriano - Florida - Canelones - Camacuá - (Terminal Plaza España) |

## Barrios servidos
El 538 circula por los barrios: Ciudad Vieja, Centro, Cordón, Aguada, Arroyo Seco, Prado, Parque Posadas, Cementerio Norte, Cerrito, Villa Española, Unión y Buceo.
En el barrio Buceo tiene su terminal en la intersección de la calle Juan Espinosa y la Rambla montevideana. 

## Destinos intermedios
Ida
- Avenida Gral Flores y Serrato

Vuelta
- Avenida Millán y Luis Alberto de Herrera